# باشگاه فوتبال هوانگ آن گیا لای
باشگاه فوتبال هوانگ آن گیا لای (انگلیسی: Hoàng Anh Gia Lai FC) یگ باشگاه فوتبال در پلیکو، ویتنام است. این باشگاه که در سال ۲۰۰۱ تأسیس شده سابقه دو قهرمانی در لیگ دسته اول فوتبال ویتنام را دارد.